# Prix de recherche Max-Planck
Le prix de recherche Max-Planck (en allemand Max-Planck-Forschungspreis) est un prix attribué par la Max-Planck-Gesellschaft a pour objectif de promouvoir la coopération internationale entre scientifiques allemands et étrangers, « dont d'autres réalisations d'excellence scientifique sont espérées dans le cadre de la coopération internationale », entre 1990 et 2016. Il est remplacé, à partir de 2018, par le prix de recherche Max-Planck-Humboldt (en allemand Max-Planck-Humboldt-Forschungspreis).

## Histoire
Le programme a débuté en 1990 et honorait chaque année de nombreux scientifiques de diverses disciplines. En 1995, le nombre de lauréats a été limité à 12 scientifiques par an, chacun recevant 125 000 euros (ou à l'époque 250 000 DM). Depuis 2004, un seul chercheur travaillant en Allemagne et un seul chercheur travaillant à l'étranger reçoivent chacun un prix de 750 000 euros. Depuis lors, l'appel à propositions alterne chaque année entre les sciences naturelles et l'ingénierie, les sciences de la vie et les sciences humaines.
Un comité de sélection indépendant de la Max-Planck-Gesellschaft et de la Fondation Alexander von Humboldt sélectionne les lauréats. Le prix est financé par le Ministère fédéral de l'Éducation et de la Recherche.

## Évolution
Après une dernière attribution du prix sous cette forme en 2016, une nouvelle version du prix, appelé Max-Planck-Humboldt-Forschungspreis ou prix de recherche Max-Planck-Humboldt est attribué à partir de 2018. Ce prix, uniquement attribué à une personnalité extérieure à l'Allemagne, est doté de 1,5 million d'euros,. Les méthodes de sélection et d'attribution évoluent : Un comité de sélection de la Société Max-Planck un premier groupe de trois candidats qui manifestent un intérêt pour un séjour flexible dans des institutions de recherche allemandes. Un conseil de nomination qui comporte les présidents de la Société Max-Planck et de la sélection le lauréat parmi les trois nommés. La dotation de 1,5 million d'euros sert à permettre une recherche d'envergure sur une durée d'environ 5 ans. La dotation est accompagnée par un prix personnel de 80 000 €. Les deux autres nommés reçoivent chacun 60 000 €.

## Lauréats
- 1991 : Colin Masters et Konrad Beyreuther (en)

## Article lié
- Médaille Max-Planck, attribuée par la Deutsche Physikalische Gesellschaft (DPG) pour des contributions exceptionnelles en physique théorique.